# Antesterias

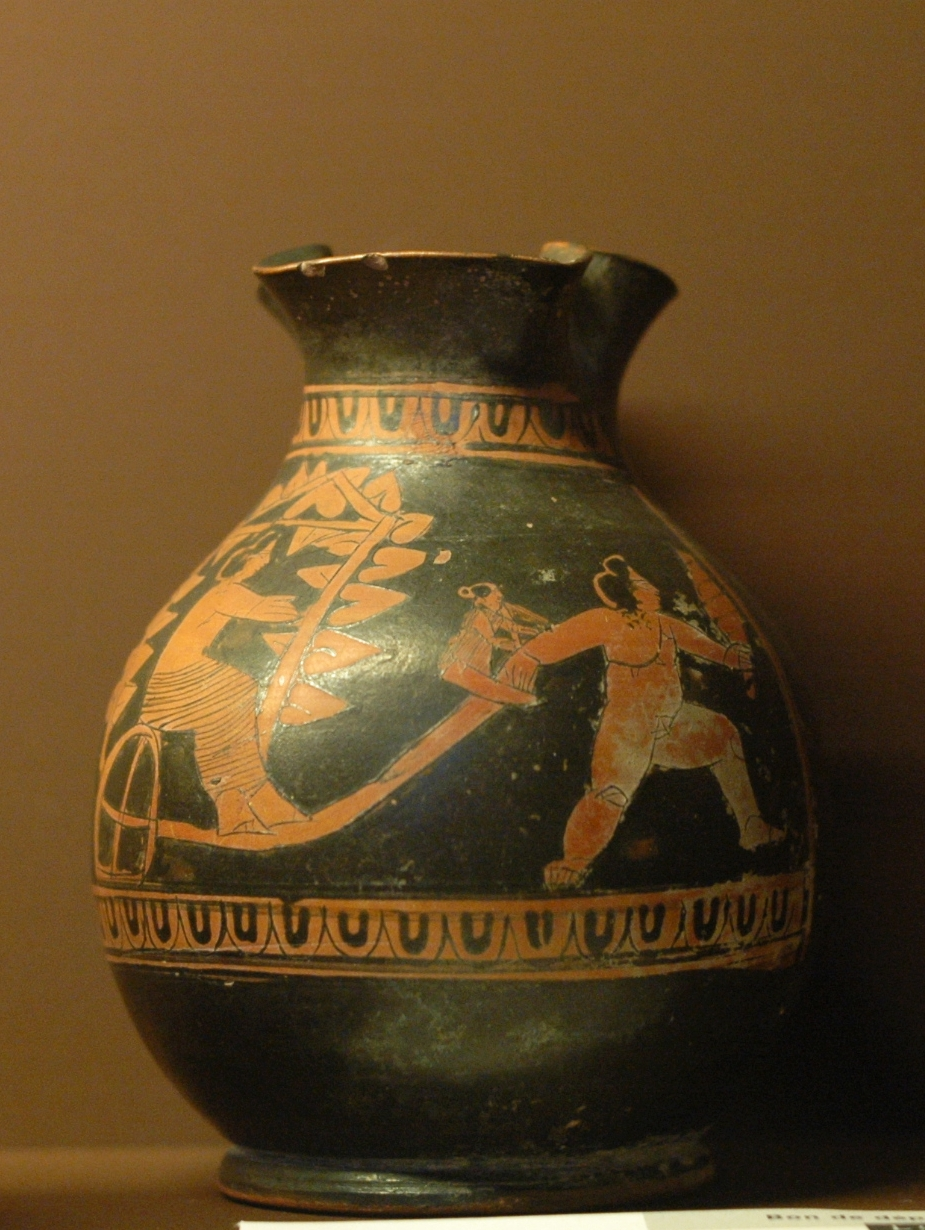
Enócoe de las Antesterias, h. 430-390 a. C., museo del Louvre

Las Antesterias (griego Ἀνθεστήρια, Anthestếria, del griego antiguo ἄνθος, anthos, flor, de ahí «fiesta de las flores») fue un festival griego ateniense, celebrado en honor de Dioniso, en Atenas. Tenían lugar del undécimo al decimotercer día del mes de Antesterión, octavo mes del calendario ático, que corresponde en el calendario gregoriano a finales de febrero y al principio de marzo.

## Celebraciones religiosas
El primer día se llamaba griego Πιθοιγία, Pithoigía, es decir «apertura de jarras». Los atenienses visitaban el santuario de Dioniso «en los pantanos» para abrir las jarras que contenía el vino nuevo, fruto de vendimias precedentes.
El segundo día se llamaba griego Χόες, Khóes, es decir «cuencos», «la fiesta de las jarras». Se servían jarras de vino nuevo y se organizaba un concurso de bebida. El santuario de Dioniso Limnais (de los pantanos) en las marismas estaba entonces abierto, siendo la única vez al año: tenía lugar allí una hierogamia (unión sagrada) de la mujer del arconte rey y de Dioniso.
El tercer día se llamaba griego Khýtroi, es decir «fiesta de las marmitas». Estaba consagrada al culto de los muertos. Hermes Ctonio recibía ofrendas de grano.

## Concurso
En las Antesterias tenía lugar un concurso de comedia destinado a los actores, que Plutarco (Vida de los diez oradores, 841f) atribuye al orador Licurgo (siglo IV a. C.). El vencedor del concurso tenía derecho a figurar ipso facto en la lista de actores para las Dionisias urbanas. Este concurso tenía probablemente lugar en el teatro de Dioniso en Eléuteras.
Según Filóstrato (Vida de Apolonio de Tiana, iv, 21), las Antesterias son también la ocasión, en la época de Apolonio de Tiana (siglo I), de danzas lascivas acompañada por el aulos y de una lectura de una epopeya órfica.

## Literatura
- Luis Montiel, La fiesta de las flores. Madrid. Bubok, 2014.  www.bubok.es/libros/231912/La-Fiesta-de-las-Flores